# Frente de Defensa del Valle de Tambo
El Frente de Defensa del Valle de Tambo es una organización política peruana creada en 2011 que representa al movimiento agricultor del valle de Tambo, al sur de Perú. Es el principal opositor del proyecto minero Tía María que se intentó reactivar parcialmente en 2019.

## Historia

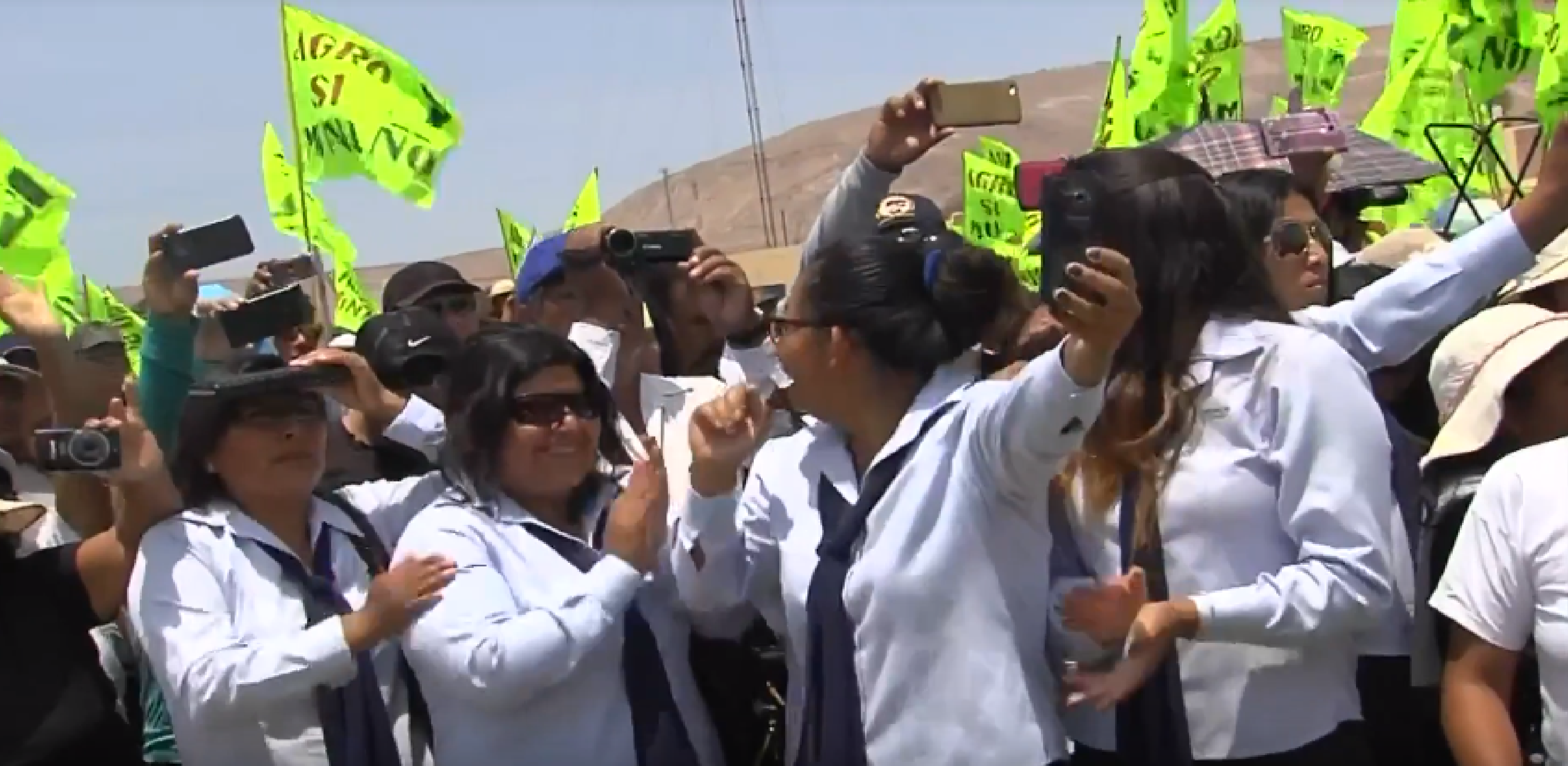
Miembros del Frente de Defensa del Valle de Tambo en 2018.

El frente se mostró al público el 28 de diciembre de 2011 durante la presentación de su libro Valle de Tambo - Islay, en donde criticaba la minería y su relación con la naturaleza en el proyecto Tía María. Se imprimieron 1000 unidades al costo de 3100 dólares. El aporte económico lo hizo el Frente de Defensa junto a las ONG Red Muqui y CooperAcción.
El 6 de agosto de 2014 el presidente del Frente, Jaime de la Cruz, pidió a Southern Peru que se retire del valle de Tambo y amenazaron al gobierno de no otorgar licencia social al proyecto Tía María.
El 26 de mayo de 2016 el alcalde de la provincia de Islay (Arequipa) Richard Ale Cruz, informó que reformaría junto a dirigentes y pobladores del distrito de Cocachacra, el Frente de Defensa del Valle de Tambo para expulsar a las mineras Southern Peru, Cerro Verde y en Quellaveco.
El 27 de abril de 2019 una facción desmembrada del Frente dirigido por Elvis Apaza Coaquira creó el Frente de Defensa de los intereses del Valle de Tambo luego de discrepancias con otros dirigentes por la presidencia. El nuevo Frente duró un corto tiempo, pues el mismo Apaza lo fusionó con el Frente original tomando la presidencia de la organización. El entonces presidente del Frente, Elvis Apaza, una vez tomado el control del Frente se pronunció sobre el proyecto Tía María:

No somos antimineros. No es nuestro caso. Creemos que la minería se puede dar en zonas lejanas a la agricultura porque en el Valle de Tambo están chocando con nuestra fuente de trabajo.

## Controversias
Los dirigentes del Frente fueron acusados en 2015 por el Ministerio Público de buscar intereses económicos bajo el pretexto de defender el medio ambiente natural del valle. En 2018 el Ministerio Público nuevamente acusó a los dirigentes del Frente, específicamente a Jaime de la Cruz y Jesús Cornejo, por presunta extorsión al Estado peruano.
El 23 de abril de 2019 durante las elecciones por la presidencia de la Junta Directiva del Frente de Defensa no se cumplieron varios requisitos necesarios para las elecciones, como la cantidad necesaria de votantes, al final las elecciones se dieron igualmente, la poca población votante decidió abandonar el sitio de votación en señal de rechazo al incumplimiento de requisitos.
El 18 de julio de 2019 el diario Perú 21 mostró que Miguel Meza, un importante dirigente de la organización, tiene denuncias por violencia doméstica contra su esposa Cecilia Cáceres Vargas realizadas en 2010. El exalcalde del distrito de Punta de Bombón José Ramos Carrera, el 27 de abril del mismo año, afirmó que el dirigente Elvis Apaza busca intereses políticos ajenos al de la población del valle.